# Waifré
Waifré, Waifar, Waifer, Gaifer (? - 2 de juny del 768) fou duc d'Aquitània probablement des del 745 quan va abdicar el seu pare Hunald I. Els Annales Metenses l'esmenten com "Waifarium dux Aquitaniorum" el 749.

## Suport a Gripó
Waifré hauria estat proclamat duc d'Aquitània el 745 per abdicació del seu pare Hunald I, en circumstàncies que permeten posar en dubte els fets almenys parcialment.
Gripó, germanastre del rei Pipí el Breu, que havia estat alliberat per aquest el 747, va rebre un feu menor i descontent es va escapar a Saxònia aixecant als saxons, però fou derrotat. Va fugir llavors a Baviera amb el seu oncle matern Odiló i quan va morir va ocupar el tron del ducat en perjudici del fill d'Odiló, Tassiló (III) que era nebot de Pipí (fill de la seva germana) però aquest el va enderrocar, i li va cedir diversos feus a Nèustria. No se sap si Gripó va quedar encara descontent d'aquesta cessió o per quina causa, però quan Pipí va deposar en una assemblea a Khilderic III, el darrer merovingi, i a la mateixa assemblea Pipí es va fer proclamar rei a Soissons sent consagrat per Bonifaci de Fulda, arquebisbe de Magúncia (març del 751), Gripó va reprendre la lluita, va refusar l'accés de Pipí al Maine i es va aliar als bretons i al duc Waifré d'Aquitània. Sense poder resistir al rei es va haver d'asilar a Aquitània 751). El 752 Pipí va enviar ambaixadors a Waifré demanant l'entrega del príncep però el duc aquità va refusar.
Després del fracàs del segon setge de Narbona (752) Pipí va decidir castigar a Waifré per la seva protecció a Gripó. Amb les mateixes tropes del setge va passar al Tolosà i l'Albigès que va saquejar; de la resta de l'expedició no hi ha dades. Waifré no va enfrontar a Pipí i es va tancar a les places fortes. Gripó es va amagar fins que el rei va sortir del país. La revolta dels saxons (753) va obligar a Pipí a marxar a l'altre costat del Rin. Llavors Gripó, veient que Waifré no tenia prou poder per garantir-li la seguretat o per ajudar-lo a rebre la meitat del regne franc, va decidir fugir cap a Itàlia on on esperava trobar el suport d'Aistolf rei dels longobards, però el rei se'n va assabentar i quan creuava els Alps va morir (753) a mans d'homes de Pipí a Sant Joan de la Mauriana (Saint-Jean de Maurienne).
Els detalls de la darrera guerra (760-769) estan totalment basats en escriptors favorables als francs però contemporanis: el Continuador de Fredegari, els Annales Metenses, els Annales d'Eginhard i els Annales Ioiseliani. Resumint aquestos es diu que el 760 el rei Pipí va enviar ambaixadors a Waifré i el van acusar d'haver violat els drets i usurpat les propietats d'esglésies franceses establertes a Aquitània i que havia fet incursions a Septimània sense haver reparat els danys. Waifré va enviar una ambaixada dirigida per Pipí Blandí, comte d'Alvèrnia, i Bertel·là, bisbe de Bourges, per justificar la seva conducta. Els ambaixadors haurien aixecat la veu provocant la còlera del rei que ho va considerar un inacceptable menyspreu. Convocats els grans del regne es va decidir la guerra. L'exèrcit de Pipí el Breu va creuar el Loira a Mesve a la diòcesi d'Auxerre i va entrar al Berry, i després cap a l'Alvèrnia i va assolar aquestos territoris. després de saquejar tota la part de la Turena a l'esquerra del Loira, Pipí va anar a acampar a Doué, a l'Anjou; es disposava a marxar cap al Comtat de Poitiers per devastar aquest territori quan Waifré, que no gosava posar-se en campanya, va demanar la pau per mitjà de dos senyors de nom Adotbert i Dadí. El rei va acceptar la petició a canvi que el duc satisfés tots els greuges que se li reclamaven i que ho fes en un plau (placitum) o assemblea general dels seus estats. Waifré va haver de jurar tot el que se li va demanar i va prometre executar-ho puntualment. Com a garantia va donar com a ostatges Artalgari i Icteri (Adalgar i Either), dos senyors notables d'Aquitània que eren els seus cosins germans (fills d'Hattó antic duc germà del seu pare Hunald I) que després foren destacats fidels de Pipí i els carolingis.
La pau havia estat imposada i Waifré no va fer gaire per complir el que havia jurat, demorant retornar el que havia usurpat a les esglésies de França i altres apartats de l'acord. Al contrari va exercir represàlies i va ordenar als comtes o governadors dels seus dominis de reunir les milícies del seu territori i unir-se al duc que es va posar al front d'un exèrcit (761) el comandament del qual fou confiat a Cunibert comte de Berry i a Blandí comte d'Alvèrnia al mateix temps que Pipí el Breu celebrava una assemblea al Camp de Maig de Duren, al país de Juliers; Waifré va creuar el Loira cap a Borgonya, va assolar tota la diòcesi d'Autun i va arribar en les seves depredacions fins a Châlons-sur-Saône, de la que va cremar els ravals reduint a cendres un castell o residència de plaer de Pipí anomenat Melci; després de causar tant de mal com Pipí havia fet a l'Aquitània, va tornar a creuar el Loira de retorn, amb un botí considerable.
Pipí va decidir anar fins al final amb el duc, del que veia que no es podia refiar de les promeses; acompanyat dels seus fills, va passar el Loira per la zona de Nevers i va assetjar el castell de Borbó, prop del riu Alier (Loira) (després anomenat castell d'Archambaud), que va ocupar i cremar fent a la guarnició presonera. Llavors va avançar fins a Clarmont d'Alvèrnia, devastant tots els territoris del camí. Clarmont era llavors un castell en una muntanya veïna de la ciutat del mateix nom (que havia agafat del castell) i Pipí el va ocupar fent matar a bona part dels seus habitants sens respectar dones i nens. Després va seguir l'ocupació de la vila de Clarmont i de la major part de viles i fortaleses de l'Alvèrnia, moltes rendides per un acord. Llavors es va presentar Blandí, comte d'Alvèrnia i general de Waifré; el seu exèrcit el formaven principalment vascons. Es va lliurar batalla i Blandí fou derrotat i fet presoner sent portat lligat davant el rei. Una bona part de l'exèrcit aquità va quedar al camp de batalla. Després d'això les forces reials van assolar el Llemosí però es van aturar a Llemotges perquè ja arribava el fred. Pipí va retornar a França amb el botí i molts presoners.
L'any següent (762) Pipí va tornar a Aquitània acompanyat dels seus fills Carles i Carloman i va entrar al Berry, assolant la rodalia de Bourges i ocupant els castells veïns. Bourges fou assetjada i defensada pel comte Cunibert. El setge fou dur i la resistència èpica; el setge es va fer més estret i van intervenir les màquines de guerra que van aconseguir fer un forat a les muralles; després d'això la resistència dels assetjats fou inútil i Bourges va acabar ocupada i molts defensors van morir. Aquesta vegada el rei va decidir l'annexió: el Berry fou declarat possessió de la corona i les fortificacions foren reparades; un comte de reconeguda fidelitat fou nomenat al lloc de Cunibert i una guarnició francesa es va establir a la ciutat. Els habitants foren tractats de manera humana per guanyar la simpatia dels aquitans; el defensors de la ciutat que es van salvar foren alliberats i van poder tornar a les seves cases. Cunibert i els altres senyors principals van haver de jurar fidelitat a Pipí i foren enviats a França amb les seves famílies per evitar una futura revolta.
Des de Bourges Pipí es va dirigir contra el castell de Thouars, un dels més forts d'Aquitània a la frontera entre el Comtat de Poitiers i Anjou. El va conquerir en poc temps i el va incendiar. Aquesta operació va marcar el final de la campanya, retornant tot seguit a França amb els seus presoners i els nobles que s'emportava.
El 763 Pipí va fer l'assemblea del Camp de Maig a Nevers i va retornar a Aquitània creuant el Loira. Va passar pel Borbonesat i l'Alvèrnia i va arribar davant de Cahors des d'on va estendre els seus atacs cap a Llemotges, marxant després cap a Issoudun al Berry. Tots aquestos territoris foren assolats sense estalviar els temples i els monestirs que foren cremats; els palaus del duc o les seves grans mansions arreu també van quedar reduïts a cendra; les vinyes i els camps van ser devastats i només algunes fortaleses van quedar a resguard dels soldats francs. Estant acampat Pipí a Issoudun, Waifré es va presentar per lliurar batalla; el seu exèrcit el formaven tant aquitans com vascons; però al primer xoc els vascons van fugir (segons els historiadors era la seva costum) i van arrossegar a tot l'exèrcit a la derrota. Pipí va perseguir als que fugien fins a la nit, i Waifré es va salvar per poc. Entre els morts el comte d'Alvèrnia Blandí que havia estat portat a França dos anys abans presoner però s'havia escapat i havia retornat a Aquitània. Després de la batalla Pipí va retornar a França creuant el Loira per Digoin, al Charolès, i cap al país d'Autun.

## Invasions contra els carolingis
Waifré estava sense recursos per recuperar els territoris perduts i per fer front a nous atacs, va recórrer a la negociació i va enviar una ambaixada al rei. Li va demanar perdó i va prometre que seria fidel i si li retornava Bourges li pagaria un tribut. Pipí va dir que no podia acceptar la proposta sense el parer dels grans del regne als que va reunir en assemblea, i sabent el desig del rei de no fer la pau, van decidir unànimement seguir la guerra, reenviant als ambaixadors.
Això devia ser al final del 763 o al començament del 764. Seria llavors que Waifré va fer aliança secreta amb el duc Tassiló III de Baviera. Aquest havia servit fins aleshores amb el rei a les operacions d'Aquitània però al final de la campanya del 763 havia desaparegut sense acomiadar-se de Pipí, amb l'excusa que estava malalt, i quan va arribar als seus estats va anunciar que no tornaria a la cort francesa. Pipí va considerar aquesta declaració com un intent del duc de sostreure's a la seva obediència i de violar el jurament de fidelitat. Va portar l'afer a l'assemble del Camp de Maig de Worms del 764 on es va decidir esperar a veure què faria Tassiló i no iniciar campanya ni a Baviera ni a Aquitània per estar en disposició d'actuar en un o altra dels territoris segons els esdeveniments. Sembla que també va influir el rigor de l'hivern del 763 al 764 amb un fred excessiu que va fer mal a les collites i va deixar els camps erms
Waifré va quedar sorprès de la inacció del seu enemic durant tot el 764 i la situació no va variar el 765 segurament encara per la mateixa causa. Veient que Pipí estava lluny de Septimània, Waifré va decidir fer un atac per aquest costat que difícilment podria socórrer. Pipí tenia a Narbona una forta guarnició per prevenir atacs sarraïns. Waifré es va assabentar que noves tropes anaven cap a Narbona, bé per reforçar la guarnició o bé per rellevar-la, i va decidir interceptar als soldats que anaven cap allí en una emboscada. Hi va enviar al comte Manció, que era el seu parent junt amb alguns altres comtes. Les forces de Manció van avançar cap a Narbona i aviat van albirar les tropes franceses que sota el comandament dels comtes Australd i Galemà, i altres comtes i oficials, arribaven a Narbona o marxaven de Narbona per retornar als seus quarters, els van atacar; el combat fou sagnant però els francesos van poder rebutjar als atacants i el comte Manció va morir a la lluita igual que tots els altres comtes. (universos pares suos); llavors els vascons van fugir abandonant cavalls i equips cap a les muntanyes properes però pocs van poder escapar de la persecució dels francesos, que després, carregats amb el botí van continuar la seva marxa. El comte de Magalona del qual no es coneix el nom, pare de sant Benet d'Aniana, fou un dels que es van destacar per la seva fidelitat als francs, combatents als vascons que establerts a la frontera van iniciar atacs esporàdics contra Septimània.
Waifré encara va intentar una altra expedició el mateix any 765 pel costat de Borgonya i el Lionès que va dirigir el comte Khilping, que havia estat nomenat pel govern d'Alvèrnia després de la mort de Baldí; amb les tropes que va poder reunir, Khilping va creuar el Loira i es disposava a saquejar les regions indicades quan Adalard, comte de Chalons (Châlons-sur-Saône), unit a Australd i alguns altres comtes, el van atacar prop del riu Saona; la batalla fou mortífera pels dos costats però la mort en el combat de Khilping va decidir el final a favor dels francesos; la meitat de l'exèrcit aquità que va fugir es va poder protegir a les maresmes i boscos de la regió. Un tercer cos de soldats enviat per Waifré a la Turena, sota el comandament d'Amanugi comte del Comtat de Poitiers, després d'un temps assolant el país, fou atacat pels senyors dependents d'Ulfard, abat de Saint-Martin de Tours, que el van derrotar i la major part de les tropes aquitanes van quedar sobre el camp.
Remistany, el seu oncle patern (germà petit d'Hunald I) va abandonar a Waifré i va anar a França on es va declarar vassall de Pipí i li va fer jurament de fidelitat a ell i als seus fills. El rei per atreure's a aquest important noble el va cobrir d'honors i beneficis. Li va donar entre d'altres el castell d'Argenton, al Berry, que havia estat restaurat i fortificat, i la meitat del territori amb l'encàrrec de defensar aquest territori contra el seu nebot Waifré.

## Perseguit per Pipí
Waifré, per causes incertes i en general inexplicables, convençut que en cas de no tenir cap fortalesa els francs no tindrien interès en Aquitània, va fer desmantellar totes les places fortes del país, i les muralles de les principals ciutats com Poitiers, Llemotges, Saintes, Périgueux, Angulema, i altres. Això degué ser l'hivern del 765 al 766. A la primavera el rei Pipí, informat del que passava, va reunir les seves tropes a Orleans i allí mateix va celebrar l'assemblea del Camp de Maig. Va creuar el Loira amb nombroses forces i va començar a assolar el país; les places fortes del ducat foren ocupades fàcilment una vegades desmantellades. Va avançar cap al Llemosí i la ciutat de Llemotges se li va rendir; després va seguir cap a Agen. Els senyors aquitans no podien fer front de cap manera a l'exèrcit invasor i es van reunir a Agen on es van sotmetre a Pipí i li van fer jurament de fidelitat. Els vascons, sorpresos per la rapidesa de la conquesta, van fer també submissió enviant delegats; l'exèrcit de Pipí es va passejar per Aquitània retornant després a França pel Perigord i l'Angumois, rebent arreu l'homenatge de la gent del país, i viatjant carregat de botí. Pipí va fer reparar els murs de les ciutats que se li havien sotmès i hi va deixar guarnicions; encara va afegir noves fortificacions a Argenton i Bourges. Durant tot l'any Waifré estava impossibilitat de posar-se en campanya mancat de forces, i va romandre tancat en alguns castells de l'Alvèrnia, Carcí, el Tolosà, l'Albigès, Roergue, el Gavaldà i segurament el Velai.
Pipí va passar el Nadal a Samouci, prop de Laon, i just després ja es va posar en marxa per tornar a Aquitània a l'inici del 767. Els territoris que li restaven per sotmetre eren els més propers a Septimània i es va dirigir inicialment a aquesta província travessant el regne de Borgonya, i baixant des de Lió cap a Narbona. Des d'allí va marxar cap a Tolosa, que segurament era la capital d'Aquitània; la ciutat es va sotmetre a Pipí sense lluita igual que la resta del Tolosà que anava des de la desembocadura del Tarn a la del Garona. Després van ser conquerits l'Albigès, Roergue i Gavaldà on no es va trobar resistència; del Velai no se'n fa esment a les cròniques i potser havia estat sotmès al mateix temps que l'Alvèrnia. Waifré només conservava alguns castells dispersos a les muntanyes o en roques inaccessibles, en els quals va restar tancat sense sortir. Després d'aquesta campanya Pipí va anar al monestir de Sant Antoní al Roergue prop del límit amb l'Albigès, per agrair a Déu les victòries dels seus exèrcits. Després de més de 130 anys Tolosa tornava a poder de la corona dels francs. Després d'aquest èxit Pipí va tornar a França pel mateix camí que d'anada. Es va aturar a Viena del Delfinat on va celebrar la Pasqua (19 d'abril del 767) i va deixar descansar les tropes deixant per l'estiu la conquesta del que quedava d'Aquitània o més concretament de les fortaleses de Waifré, i va anar a Bourges a celebrar l'assemblea del Camp de Maig, convocant a la tropa a aquesta ciutat per l'agost. Pipí i la reina Bertrafa van estar a l'assemblea i van inaugurar un palau construït feia poc a la ciutat. Al final de l'assemblea la reina va restar a Bourges i Pipí es va posar en campanya amb els senyors del regne per intentar capturar a Waifré i acabar la guerra.
Waifré, que seguia amagat i per mantenir en secret el lloc passava d'un castell a l'altra, va escriure al seu oncle Remistany i li va demanar d'anar en el seu ajut. Remistany que estava avergonyit d'haver abandonat el partit nacional en favor dels invasors, va sortir del Berry i es va anar a trobar al seu nebot del que es va tirar als peus i li va demanar gràcia oferint-li els seus serveis. Waifré va acceptar sense fer-se pregar i li va encarregar el comandament de les tropes que estava reunint. Remistany es va posar al capdavant de les tropes i de totes les que va poder aixecar i va atacar les guarnicions de Pipí a diferents viles. Va derrotar els francesos en diferents encontres i va fer incursions cap al Berry i el Llemosí que va assolar; la seva presència va infondre un gran terror arreu fins al punt que per por els pagesos van abandonar els camps que van quedar sense cultivar.
Mentre Pipí no sabia on era Waifré i després de buscar en debades va decidir acabar la campanya aquell any assetjant alguns castells; la majoria de les fortaleses en mans de les forces del duc eren de difícil accés; Pipí en va atacar alguns i es va fer amo dels de Scoraille i de Peyrusse, a l'alta Alvèrnia, de Turenne al Llemosí (a la frontera del Carcí) i quan es va acostar l'hivern va aixecar el campament i es va dirigir a Bourges on va passar l'hivern (767-768) amb la reina mentre l'exèrcit era enviat a passar l'hivern a Borgonya.
A mitjan febrer del 768 Pipí va iniciar la nova campanya, impacient ja per acabar. Es va dirigir cap a Santonya. El rei es va adonar del difícil que seria capturar a Waifré i Remistany en lluita oberta i va destacar una part de les seves tropes, sota comandament de Cunibert comte de Berry i els comtes Hermenald, Berenger i Khilderadi, amb orde d'observar els moviments de les forces de Remistany i intentar fer-lo caure en algun parany, mentre el mateix rei aniria a intentar descobrir l'amagatall de Waifré. Cunibert i els altres comtes van aconseguir el seu objectiu: sorprès Remistany en una emboscada, fou lligat i posat en una gàbia i conduït junt amb la seva esposa al rei Pipí que estava aleshores a Saintes. Remistany fou jutjat com a criminal acusat de lesa majestat i el rei va ordenar a Cunibert i a Ghiselar de penjar-lo com un vulgar criminal el que fou fet immediatament. Es pot suposar que Pipí va perdonar la vida a l'esposa de Remistany però no se sap segur; el que sí que se sap és que Pipí va perdonar a la mare, la germana i les nebodes de Waifré, també capturades i que li foren portades al rei al mateix temps, i va ordenar que fossin tractades amb honors, però va assegurar el seu control segurament enviant-les a residir en algun monestir allunyat d'Aquitània.
Després d'aquesta execució Pipí es va dirigir cap a la Garona al lloc anomenat Montes, amb idea de passar el riu i anar al país dels vascons. Però aquestos li van enviar una delegació que el va trobar al riu i li van jurar inviolable tant al rei com als seus fills Carles i Carloman i van donar ostatges en garantia. Altres senyors d'Aquitània que encara romanien lleials al duc van anar a trobar al rei al riu Garona per jurar-li fidelitat. Entre aquestos senyors els historiadors assenyalen a Ebervic o Hervic que va presentar al rei una altra germana de Waifré, que potser era la dona d'aquest Hervic. Pipí va recollir la submissió dels pobles i senyors i veient que no podia sorprendre al duc, que en aquell moment estava al bosc de Ver al Perigord, va deixar encarregades a les seves tropes de perseguir-lo i va marxar per passar la Pasqua a Sels a la riba del Loira, on l'esperava la seva dona.
Pipí després de passar la Pasqua a Sels va retornar al sud a Saintes. Waifré es va tornar a amagar i Pipí es va dirigir cap al Perigord on sospitava que estava. Va enviar a quatre destacaments de les seves tropes per batre el territori per trobar al duc. Ja havia pres algunes mesures: havia subornat alguns dels servidors del duc o de gent propera que li van prometre que se'n desfarien. Un d'aquestos el va assassinar la nit del 2 de juny del 768, segons sembla al seu llit. En el seu temps Pipí fou acusat d'haver estat l'autor directe de l'assassinat (per haver pagat als assassins). L'assassí sembla que es deia Warattó. Les joies del duc confiscades pel rei foren entregades a l'abat de Saint-Denis. Poc després el 24 de setembre del mateix any, va morir Pipí deixant el regne franc incloent Aquitània, als seus dos fills Carles I i Carloman I que poc abans de morir el pare ja havien fet el repartiment que foren coronats un diumenge d'octubre.

## Fundacions
S'atribueix a Waifré la fundació del monestir de Saint-Sauveur o de Saint-Martial de Llemotges, on alguns prínceps de la dinastia foren enterrats.

## Enterrament
Es diu que el cos de Waifré fou portat prop de Bordeus i enterrat en un lloc pantanós que seria la moderna Cartoixa d'aquesta ciutat.

## La llegenda
La personalitat de Waifre és confusa. Alguns autors pensen que no era fill d'Hunald I sinó germà, o si era fill no accepten el fet de l'abdicació del pare (després de treure els ulls a un germà de nom Hattó) per abdicar i retirar-se l'endemà a un monestir. Aquesta negativa està basada en la llegenda de Sant Bertari que consta a les actes del seu martiri. Sant Bertari no era ni franc ni aquità sinó llombard i consanguini d'Isembard, comte llombard de la vila de Telese, a l'antic Samni (Historia Longobardorum monachi Cassinensis). Bertari no era contemporani de Waifré d'Aquitània, perquè fou abat de Montecassino el 856 i se sap que va morir a mans dels sarraïns el 884; així quan es diu que va passar la joventut a la cort de Waifré això és impossible, ja que aquest va morir el 768 quasi 120 anys abans. En canvi un príncep de Salern es deia Waifre i era contemporani de Bertari quan aquesta administrava el monestir de Montecassino, i que va morir a l'antiga vila de Teanura, sent el seu cos portat a l'abadia on va rebre sepultura (Acta sanctorum ordinis sancti Benedicti). Aquest Waifré de Salern fou enemic implacable de la dominació dels francs a Itàlia i es diu que Carlemany l'avorria i l'execrava (els mateixos termes que els historiadors utilitzen per descriure l'odi de Pipí envers Waifre d'Aqquitània) a causa del fet que Salern estava des de temps de Lluís II, fill de Lotari I (855-875) sota govern d'un llombard favorable als francs de nom Ademar, que a causa d'aquesta filia es va fer odiós als seus conciutadans; Ademar va lliurar diverses viles a l'emperador (com Hattó va lliurar Poitiers a Pipí) i encara volia fer més en favor dels carolingis quan fou enderrocat per una revolta popular que va portar al poder a Waifré com a príncep de Salern, i a Ademar se li van treure els ulls (Historia Longobardorum monachi Cassinensis).

## Família
Estava casat però el nom de la seva dona (Adela a la carta d'Alaó, apòcrifa) no es coneix. Podria haver deixat dos fills:
- Hunald II que va mantenir uns mesos la resistència
- Llop

De Llop no se'n sap res, si és que va existir, i en tot cas hauria mort aviat (segons la falsa carta d'Alao va morir a Saintes el 24 de setembre del 768, cent dies després de la mort de Waifré). Un duc Hunald és esmentat del 768 al 769 però alguns suposen que fou en realitat Hunald I d'Aquitània que va sortir del monestir de Ré per recuperar el ducat. Això sembla improbable per l'edat que hauria tingut Hunald I (probablement vers el 90 anys) i, per tant, hauria de ser el fill de Waifré.